# Chambers (Arizona)
Pour les articles homonymes, voir Chambers.
Chambers est situé sur le secteur non constitué en municipalité de Navajo Springs,  qui forme la plus grande réserve amérindienne aux États-Unis par superficie. dans le comté d'Apache. Chambers se trouve à l'intersection de l' Interstate 40 et de  l' US Route 191 à 72 km au nord-est de Holbrook . 

## Histoire
La ville de Chambers, a été nommée, ainsi en l'honneur d'Edward Chambers, vice-président du contorsium Atchison, Topeka and Santa Fe Railway. Le nom avait été changé pour celui d' Halloysite dans une époque  où  les mines d'argile d'Halloysite étaient exploitées à proximité, mais la ville repris le nom de Chambers le 1er juin 1930 .

## Edward Chambers
Edward Chambers fut responsable de l'ouverture du premier bureau de poste de la ville en 1907. Originaire de l'Illinois, il a  joué un rôle important dans le développement du chemin de fer dans l'ouest des États-Unis et il fut reconnu pour être l'un des hommes "Qui a fabriqué San Francisco". Après de nombreuses années passées dans la gestion du réseau ferroviaire de Santa Fe, Chambers a été nommé directeur de la division de la circulation sous le président Herbert Hoover.

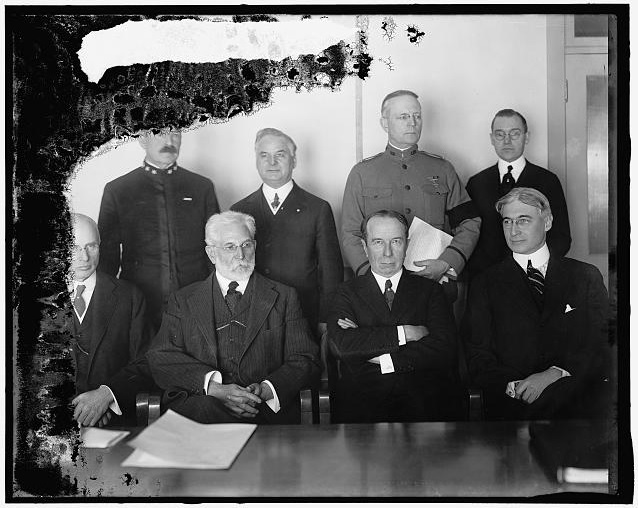
Vue d'ensemble de l'agence War Industries Board en 1917

Edward Chambers est né à Waukegan, dans l'Illinois, le 16 février 1859. Après être entré dans le secteur ferroviaire, Chambers devint contremaître et caissier à Pueblo, agent à San Diego et à Los Angeles, assistant agent de fret général à Los Angeles, agent de transport général pour les lignes à l’ouest d’Albuquerque. En 1905, il devint assistant du trafic de marchandises sur les lignes côtières, à San Francisco. Pendant la guerre, il était directeur des transports pour la United States Food Administration (en) et la Grain Corporation. Il a été directeur de la division du trafic de l'administration des chemins de fer des États-Unis de janvier 1919 à mai 1920, ainsi que membre du Conseil des industries de guerre Chambers, dont le domicile était à Chicago, a maintenu une résidence à San Francisco. Chambers décède en 1927 et laisse dans le deuil ses trois fils, HE, RL et WP Chambers.

## Carrefour routier
Chambers est un carrefour traversés par deux axes routiers:
L' Interstate 40 couramment appelée I-40 est  une autoroute inter-États traversant les États-Unis d'Est en Ouest. 

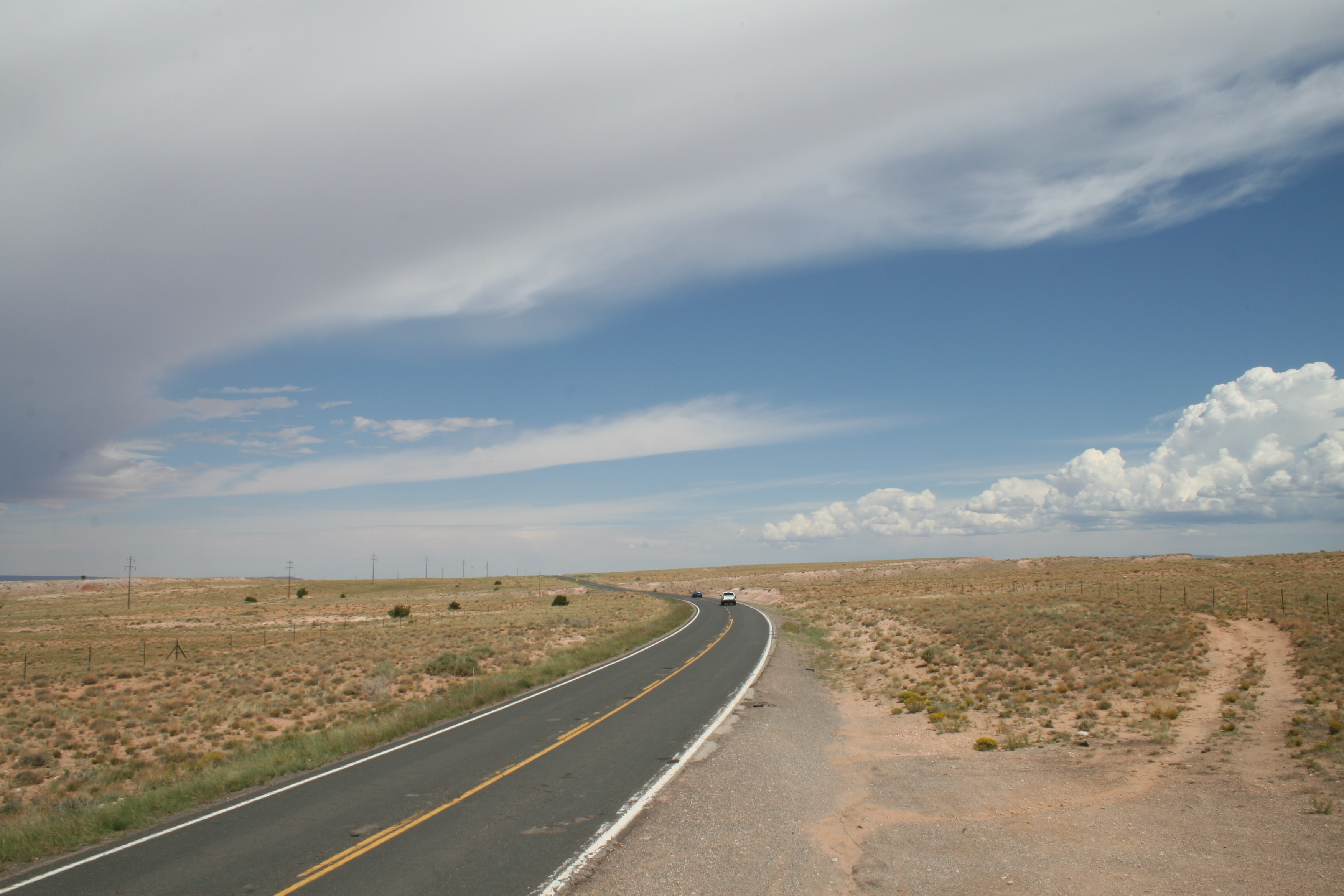
U.S. Route 191 en Arizona

L' US Route 191, est un embranchement de la US Route 91 qui comporte deux branches:.
- La branche sud mène sur une frontière mexicaine allant de Douglas en Arizona à la partie sud du parc national de Yellowstone
- La branche nord s'étend sur 710 km (440 miles) du nord du parc national de Yellowstone à Loring, dans le Montana, à la frontière entre le Canada et les États-Unis.

## Services publics
Chambers dispose d'un bureau de poste avec le code postal 86502.

## Source
- (en) Cet article est partiellement ou en totalité issu de l’article de Wikipédia en anglais intitulé « Chambers, Arizona » (voir la liste des auteurs).